# Phare de Cavallería
Le Phare de Cavallería est un phare situé sur Cabo de Cavallería proche de la commune d'Es Mercadal, à l'extrémité nord de l'île de Minorque, dans l'archipel des Îles Baléares (Espagne).
Il est géré par l'autorité portuaire des îles Baléares (Autoridad Portuaria de Baleares) au port d'Alcúdia.

## Histoire
Il est l'un des quatre phares conçus par Antonio López et Montalvo et le dernier d'entre eux encore en activité sans changements majeurs. Il a été mis en service en 1857 avec un système optique de 2e ordre, commandé à la maison Sautter. Dans cette zone côtière, se sont produits depuis le XIVe siècle, plus de sept cents naufrages. En dépit de sa mise en place, de nombreux naufrages eurent encore lieu qui nécessitèrent la construction du phare de Favàritx et du phare de Punta Nati.
En 1911 un nouveau système d'éclairage a été installé avec une lampe à incandescence Luchaire. En 1922 l'ancien système optique a été remplacé par un système optique de 3e ordre de 500 mm de distance focale dans une lanterne cylindrique à verre bombé. En même temps, la lampe à incandescence Luchaire a été remplacée par un autre type. L'alimentation de la lumière est restée à l'huile jusque dans les années 80 et il fut le dernier phare des îles Baléares à avoir utilisé ce carburant.
Le phare émet deux éclairs de lumière blanche toutes les dix secondes avec une portée nominale de 22 milles nautiques (35 km). Il possède également un transpondeur radar maritime de type RACON.
Identifiant : ARLHS : BAL-017 ; ES-35790 - Amirauté : E0350 - NGA : 5224 .
|          |
| Le phare |

|          |
| L'entrée |